# Celtis mildbraedii
Celtis mildbraedii är en hampväxtart som beskrevs av Adolf Engler. Celtis mildbraedii ingår i släktet Celtis och familjen hampväxter. Inga underarter finns listade i Catalogue of Life.

## Bildgalleri

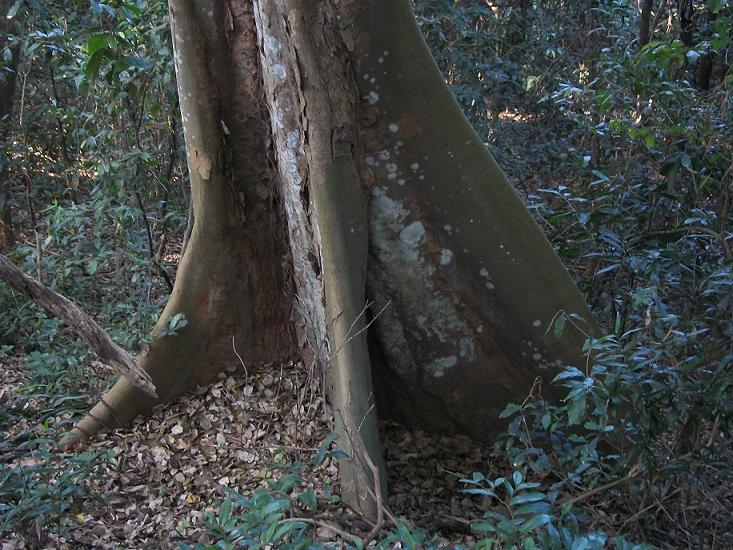
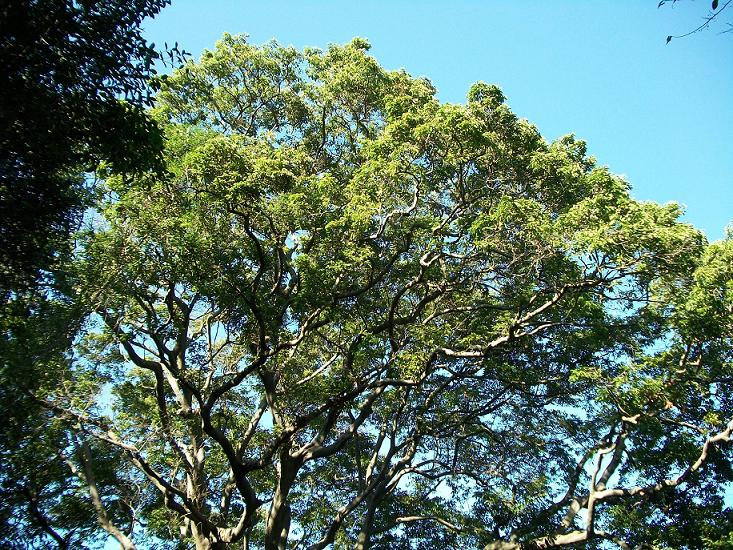
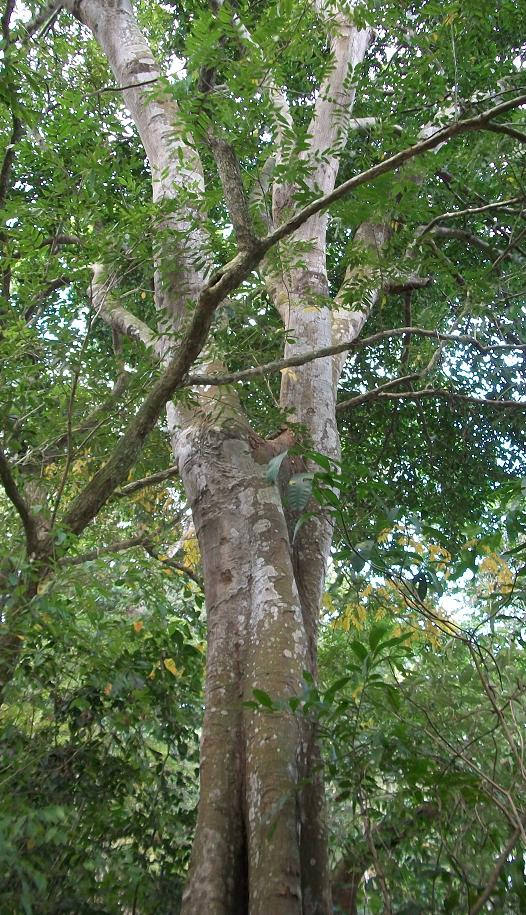
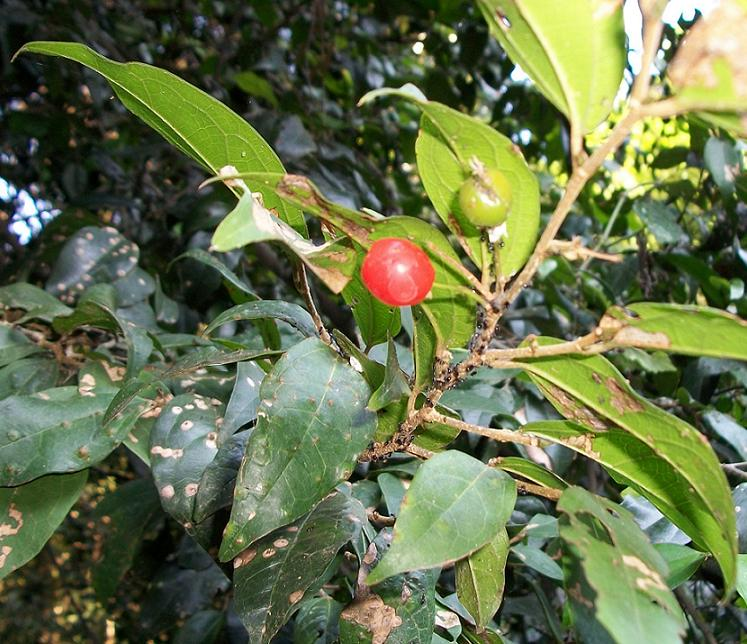
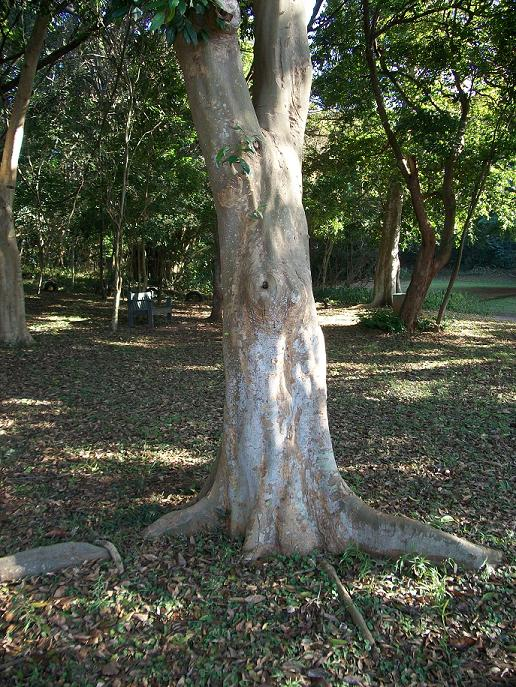
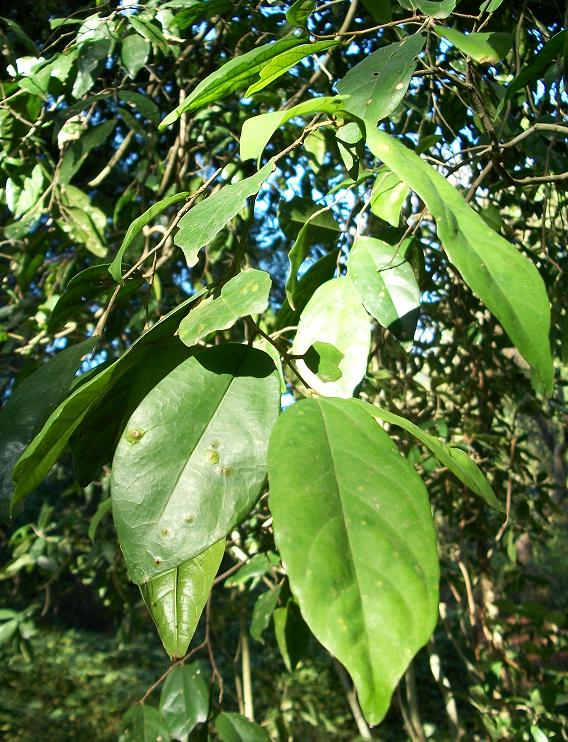